# Daniel Starch
Daniel Starch (* 8. März 1883 in La Crosse, La Crosse County, Wisconsin; † 5. Februar 1979 in White Plains, Westchester County, New York) war ein amerikanischer Psychologe und Marktforscher. Er gilt als einer der Pioniere der Markt- und Konsumforschung.

## Leben
Starch erhielt 1903 einen B.A. in Mathematik und Psychologie am Morningside College in Iowa, danach studierte er an der University of Iowa und schloss 1906 mit einem Ph. D. in Psychologie ab. Seine Dissertation wurde dabei Charles E. Seashore betreut. Nach seinem Abschluss unterrichtete er zunächst an seiner Alma Mater und dann kurzfristig am Wellesley College in Massachusetts. Während dieser Zeit studierte er zudem an der Harvard University. 1908 nahm er eine Professur an der University of Wisconsin an und blieb dort bis 1919. Von 1920 bis 1926 war er Professor an der Harvard University. Während seiner Zeit in Harvard gründete er 1923 mit Daniel Starch and Staff eine eigene Firma für Marktforschung. Später trat er von seiner Professur zurück, um sich verstärkt seiner Firma widmen zu können. 1932 fungierte er darüber hinaus als Berater und Direktor einer Forschungsabteilung der American Association of Advertising Agencies. Starch leitete seine Firma 50 Jahre lang, bis er sich 1973 im Alter von 90 Jahren aus dem Vorstand zurückzog.

## Werk
Starch verfasste eine Reihe von Büchern zu unterschiedlichen Themen in den Bereichen der Psychology und Marktforschung. Bekannt sind vor allem Experiments in Educational Psychology (1911) und seine beiden einflussreichen Bücher über Werbung Advertising: Its Principles, Practice, and Technique: Its Principles, Practice, and Technique (1914) und Principles of Advertising (1923). Er entwickelte mehrere Verfahren zur Beurteilung der Effektivität von Werbung, zu ihnen gehört der später nach ihm benannte Starch-Test. Ebenfalls nach ihm benannt ist die Starch-Formel, die eine Beziehung zwischen der Anzahl der Leser, die sich an eine ganzseitige Anzeige erinnern und der Anzahl der Leser, die sich an eine halbseitige Anzeige erinnern, beschreibt.

## Werke (Auswahl)
- Experiments in Educational Psychology (1911)
- Advertising: Its Principles, Practice, and Technique: Its Principles, Practice, and Technique (1914)
- Principles of Advertising (1923)
- mit Hazel Martha Stanton, Wilhelmine Koerth, Roger Barton: Controlling Human Behavior: A First Book in Psychology for College Students (1936)
- mit Hazel Martha Stanton, Wilhelmine Koerth: Psychology in Education (1941)
- Measuring Advertising Readership and Results (McGraw-Hill, 1966)
- Look Ahead to Life: How to be a Fine Person (Vantage Press, 1973)
- Educational Measurements
- How to Develop your Executive Ability (1943)